# 维戈洛
维戈洛（義大利語：Vigolo），是意大利贝加莫省的一个市镇。总面积12平方公里，人口598人，人口密度49.8人/平方公里（2009年）。国家统计（ISTAT）代码为016237。